# Donja Slatina (miasto Leskovac)
Donja Slatina (cyr. Доња Слатина) – wieś w Serbii, w okręgu jablanickim, w mieście Leskovac. W 2011 roku liczyła 225 mieszkańców.